# Alphons Kleinhans
Alphons Kleinhans OSB (* 10. Dezember 1606 in Reute bei Feldkirch; † 14. Mai 1671 in Ochsenhausen) war der 18. Abt der Reichsabtei Ochsenhausen im heutigen Landkreis Biberach in Oberschwaben.

## Leben
Alphons, ursprünglich Johann Baptist, legte am 8. September 1622 die Ordensgelübde ab. Zur weiteren Vorbereitung auf den geistlichen Beruf besuchte er die Lateinschule des Klosters in Ummendorf bei Biberach. Danach studierte er an der Universität Salzburg Theologie. Während des Dreißigjährigen Krieges im Jahre 1632 begleitete er im Auftrag des Klosters elf Mönche des Klosters Ochsenhausen, die an der Universität Dillingen studierten, ins sichere Salzburg.
Im September 1632 wurde er in Salzburg zum Priester geweiht. Am Ende des Jahres beorderte ihn Abt Wunibald zurück nach Ochsenhausen, um in der Seelsorge auszuhelfen.

### Alpirsbach, Munster und Buxheim
In den Jahren 1638 bis 1648 war er Abt des Klosters Alpirsbach. Im Jahre 1653 wurde er zum Abt des Benediktinerklosters St. Gregor in Munster (Haut-Rhin) erwählt, konnte aber sein Amt nicht antreten, da der König von Frankreich das Patronatsrecht des Klosters ausübte und die Wahl somit nichtig war.
Im Jahre 1658 wollte er in das Kloster der Karthäuser in Buxheim eintreten, bevor er schließlich im selben Jahr zum Abt des Klosters Ochsenhausen erwählt wurde.

### Wirken

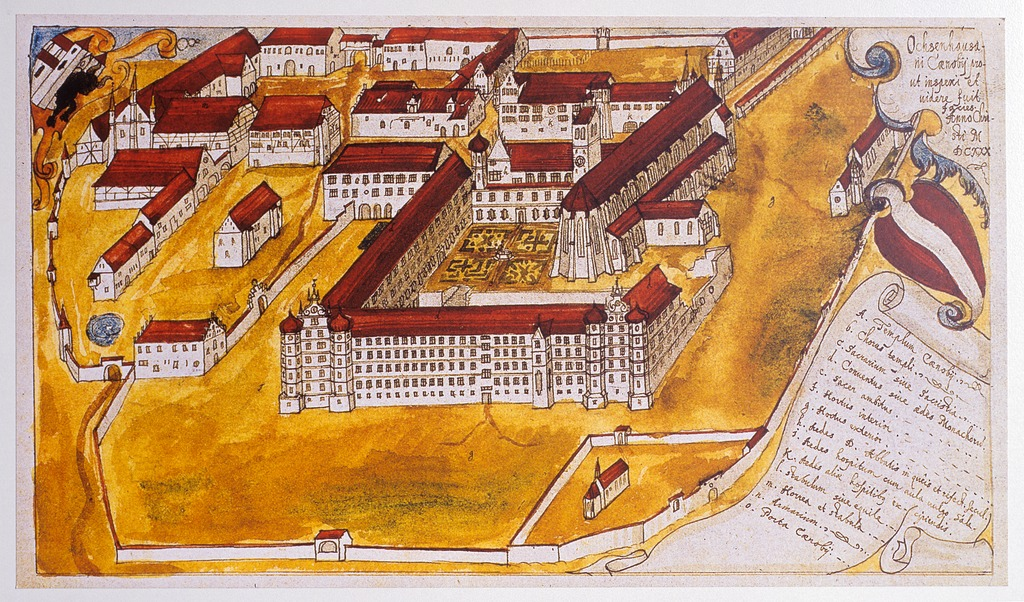
Reichsabtei Ochsenhausen um 1630

Bei seinem Amtsantritt beliefen sich kriegsbedingt die Verbindlichkeiten des Klosters auf 115896 Gulden. Diese konnte er auf null zurückführen. Mehrere Gebäude des Klosters waren vom Einsturz bedroht. Im Laufe seiner Amtszeit sind folgende Erwerbungen und Baumaßnahmen besonders hervorzuheben:
- Errichtung der heutigen Sakristei
- heutiger Hochaltar
- Erneuerung der Ringmauer um das Kloster
- Anschaffung von vier neuen Glocken
- Erwerb eines Weingutes am Bodensee vom Kloster Isny
- Erwerb des Bauerngutes Winkel
- Erwerb der Jagdrechte von den Grafen von Kirchberg und Weißenhorn
- Erwerb seines Stammhauses samt Weinbergen in Feldkirch.